# Emil Soravuo
Emil Soravuo (Espoo, 28 de marzo de 1997) es un deportista finlandés que compite en gimnasia artística, especialista en la prueba de suelo.
Ganó una medalla de bronce en el Campeonato Mundial de Gimnasia Artística de 2021 y una medalla de oro en los Juegos Europeos de Minsk 2019.

## Palmarés internacional
| Campeonato Mundial | Campeonato Mundial  | Campeonato Mundial | Campeonato Mundial |
| Año                | Lugar               | Medalla            | Prueba             |
| ------------------ | ------------------- | ------------------ | ------------------ |
| 2021               | Kitakyushu (Japón)  | Medalla de bronce  | Suelo              |
| Juegos Europeos    |                     |                    |                    |
| Año                | Lugar               | Medalla            | Categoría          |
| 2019               | Minsk (Bielorrusia) | Medalla de oro     | Suelo              |